# Férfi 10 000 méteres gyorskorcsolya az 1928. évi téli olimpiai játékokon
Az 1928. évi téli olimpiai játékokon a gyorskorcsolya férfi 10 000 méteres versenyszámát február 14-én rendezték. A verseny félbeszakadt a jég megolvadása miatt, ezért nem hirdettek végeredményt.

## Rekordok
A versenyt megelőzően a következő rekordok voltak érvényben:
| Világrekord     | Armand Carlsen (NOR)  | 17:17,4 | Davos, Svájc            | 1928. február 5. |
| Olimpiai rekord | Julius Skutnabb (FIN) | 18:04,8 | Chamonix, Franciaország | 1924. január 27. |

## Eredmények

### Futamok
A szabadtéri stadionban a rossz minőségű jégen a második futam versenyzői már másfél perccel rosszabb idővel teljesítették a távot, mint az első futam versenyzői. A negyedik futam résztvevőinek hátránya közel két és fél perc volt már. 
Az ötödik futamban, amikor a köridők már az 50 másodpercet is túllépték, a versenybíró félbeszakította a futamot. A hőmérséklet a 25 °C-t is elérte, és aznap nem lehetett folytatni a versenyt. Az eredményeket törölték és a versenyszámban nem hirdettek végeredményt.
| Helyezés                                                            | Versenyző        | Nemzet                 | Idő           |
| 1. futam                                                            | 1. futam         | 1. futam               | 1. futam      |
| ------------------------------------------------------------------- | ---------------- | ---------------------- | ------------- |
| 1.                                                                  | Irving Jaffee    | Egyesült Államok (USA) | 18:36,5       |
| 2.                                                                  | Bernt Evensen    | Norvégia (NOR)         | 18:36,6       |
| 2. futam                                                            |                  |                        |               |
| 1.                                                                  | Rudolf Riedl     | Ausztria (AUT)         | 20:21,5       |
| 2.                                                                  | Kęstutis Bulota  | Litvánia (LTU)         | 20:22,2       |
| 3. futam                                                            |                  |                        |               |
| 1.                                                                  | Otto Polacsek    | Ausztria (AUT)         | 20:00,9       |
| –                                                                   | Roald Larsen     | Norvégia (NOR)         | nem ért célba |
| 4. futam                                                            |                  |                        |               |
| 1.                                                                  | Armand Carlsen   | Norvégia (NOR)         | 20:56,1       |
| 2.                                                                  | Valentine Bialas | Egyesült Államok (USA) | 21:05,4       |
| 5. futam                                                            |                  |                        |               |
| A futamot 2000 méter után félbeszakították a jég megolvadása miatt. |                  |                        |               |
| –                                                                   | Gustaf Andersson | Svédország (SWE)       | –             |
| –                                                                   | Ossi Blomqvist   | Finnország (FIN)       | –             |

### Állás 4 futam után
| Helyezés | Versenyző        | Nemzet                 | Időeredmény   |
| -------- | ---------------- | ---------------------- | ------------- |
| 1.       | Irving Jaffee    | Egyesült Államok (USA) | 18:36,5       |
| 2.       | Bernt Evensen    | Norvégia (NOR)         | 18:36,6       |
| 3.       | Otto Polacsek    | Ausztria (AUT)         | 20:00,9       |
| 4.       | Rudolf Riedl     | Ausztria (AUT)         | 20:21,5       |
| 5.       | Kęstutis Bulota  | Litvánia (LTU)         | 20:22,2       |
| 6.       | Armand Carlsen   | Norvégia (NOR)         | 20:56,1       |
| 7.       | Valentine Bialas | Egyesült Államok (USA) | 21:05,4       |
| –        | Roald Larsen     | Norvégia (NOR)         | nem ért célba |